# Лагідне (Сватівський район)
Лагідне (до 18 лютого 2016 — Комсомольський) — селище в Україні, у Сватівській міській громаді Сватівського району Луганської області. Населення становить 262 осіб. Орган місцевого самоврядування — Коржовська сільська рада.
До 2016 року селище Лагідне носило назву Комсомольський.